# 한국형 위성 항법시스템

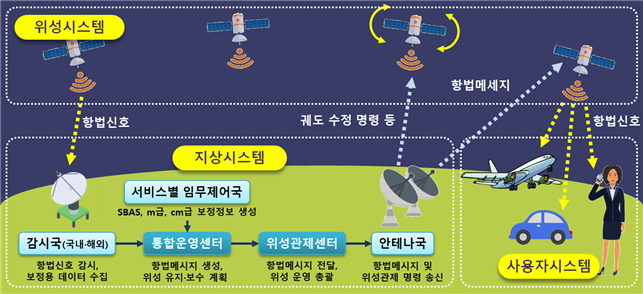
한국형 위성항법 시스템 개념도

한국형 위성 항법 시스템(韓國型衛星航法시스템, 영어: Korean Positioning System, KPS)은 대한민국이 개발중인 위성항법 시스템이다.

## 개요
한국형 위성 항법 시스템(KPS) 사업은 2035년까지 3조 7,234억원을 투입하여 한반도 인근에 초정밀 위치·항법·시각 정보를 제공하는 독자 위성 항법 시스템을 개발하는 대규모 국책 사업으로, 관계부처 합동으로 2022년 개발 사업에 본격 착수하였다. 개발 사업이 성공적으로 마무리되면, 미국, 러시아, 유럽연합, 중국, 인도, 일본에 이어 7번째 자체 위성 항법 시스템 보유국이 된다.

## 역사
대한민국 정부는 한반도 인근 지역에 초정밀 PNT(위치∙항법∙시각) 정보를 제공해 교통, 통신 인프라 운영의 안정성을 높이고 신산업을 육성하겠다는 목표로 한국형 위성항법시스템(KPS) 계획을 추진하였으며, 2021년 6월 9일에 대한민국 과학기술정보통신부 주최로 열린 제19회 국가우주위원회에서 KPS 추진안이 담긴 〈제3차 우주개발진흥 기본 계획 수정안〉이 심의∙확정되었다.
2022년 KPS 사업에 본격 착수하였다. 오는 2035년까지 3조 7,234억원이 투입되는 대규모 국책 사업이다. 2024년 10월, 우주항공청과 한국항공우주연구원은 KPS 예비설계검토회의(PDR)에서 위성 개발 계획을 일부 늦추기로 하였다.

## 개발
우주청과 항우연은 2034년 KPS 시범서비스 착수, 2035년 본 서비스 개시를 목표로 KPS를 개발 중에 있다.
우주항공청과 항우연은 2035년까지 KPS를 구축하기 위하여 항법신호 방송용 경사궤도위성 5기와 정지궤도위성 3기 등 총 8개의 위성을 발사할 계획이다. KPS용 위성은 단순한 통신 위성이 아니라 항법 시스템을 탑재해야 한다.
KPS를 구성할 위성 8기 중 1기가 2027년 우주로 올라갈 계획이다.

## KPS 관제시스템
KPS 관제시스템은 민과 군이 각각 운영하기로 했다. 위성을 운영하는 동안 중단사태를 막기 위해서다.
- 청주공항: 민간용 위성관제센터
- 오산공군기지: 군용 위성관제센터는 공군작전사령부 우주작전전대에 꾸려진다. 이외에 군은 안테나국 4기, 감시국 6기를 보유할 예정이다. 2024년 6월 28일, 공군은 28일 오산기지에서 공군작전사령관(중장 김형수) 주관으로 우주작전전대 창설식을 가졌다. 초대 우주작전전대장은 이현우 대령이다.

## 효과
미국 GPS에 전적으로 의존하고 있는 상황에서 탈피해 교통과 통신, 금융, 국방, 농업, 재난 대응 등 경제∙사회 전반에 활용될 독자적 위성항법체계를 구축한다는 계획이다. 한국형 위성항법시스템이 완성되면 한반도 인근의 위치 정보 정확도가 크게 높아질 것으로 기대된다.

## 같이 보기
- 러시아 글로나스
- 인도 IRNSS
- 프랑스 DORIS
- 중국 베이더우-2/-3
- 유럽연합 갈릴레오
- 미국 GPS
- 범지구 위성 항법 시스템